# Meadow Sisto
Pour les articles homonymes, voir Sisto et Meadow.
Meadow Sisto est une actrice américaine, née le 30 septembre 1972 à Grass Valley, en Californie (États-Unis).

## Biographie
Meadow Sisto est la fille de l'actrice Reedy Gibbs et la sœur de l'acteur Jeremy Sisto.

## Filmographie
- 1992 : Captain Ron de Thom Eberhardt : Caroline Harvey
- 1993 : Les Chroniques de San Francisco (Tales of the City) (feuilleton TV) : Cheryl Moretti
- 1996 : Sweet Temptation (TV) : Horizon
- 1996 : Incitation au meurtre (Twisted Desire) (TV) : Karen Winkler
- 1997 : Three Women of Pain : Jennica
- 1997 : Suicide Club (The Last Time I Committed Suicide) : Sarah
- 1997 : Crossing Fields : Denise
- 1998 : Big Party (Can't Hardly Wait) : Flower, Hippie Girl
- 1998 : Beach Movie : Gloria
- 2000 : Men Named Milo, Women Named Greta : Astrid
- 2001 : Dragon Kin : Quenya
- 2001 : Don's Plum : Juliet
- 2002 : Ted Bundy : Suzanne Welch (School Victim)
- 2005 : In Memory of My Father : Meadow

## Nomination
- Young Artist Awards 1993 : Best Young Actress Starring in a Motion Picture, pour Captain Ron